# Liste der Monuments historiques in Verrières (Aube)
Die Liste der Monuments historiques in Verrières führt die Monuments historiques in der französischen Gemeinde Verrières auf.

## Liste der Immobilien
| Bezeichnung              | Beschreibung                         | Standort                                 | Kennzeichnung | Schutzstatus   | Datum | Bild           |
| ------------------------ | ------------------------------------ | ---------------------------------------- | ------------- | -------------- | ----- | -------------- |
| Château de Saint-Aventin | 1840 erbaut                          | Saint-Aventin, 8 rue de la Vallée (Lage) | PA00135310    | Inscrit        | 1995  |                |
| Kapelle St-Aventin       | ab dem 12. Jahrhundert               | Saint-Aventin, rue de la Chapelle (Lage) | PA00078298    | Inscrit        | 1026  | weitere Bilder |
| Kirche St-Pierre         | aus dem 16. Jahrhundert, Turm jünger | Rue de la République (Lage)              | PA00078299    | Classé Inscrit | 1937  | weitere Bilder |

## Liste der Objekte
| Bezeichnung                                               | Beschreibung | Standort                                        | Kennzeichnung | Schutzstatus | Datum | Bild |
| --------------------------------------------------------- | --- | ----------------------------------------------- | ------------- | ------------ | ----- | ---- |
| Pietà (1)                                                 | Kalkstein, einfarbig gefasst, 16. Jahrhundert                                                                                     | in der Kirche St-Pierre (Lage)                  | PM10002804    | Classé       | 1913  |      |
| Piscina (1)                                               | Kalkstein, 16. Jahrhundert | in der Kirche St-Pierre (Lage)                  | PM10003412    | Classé       | 1947  |      |
| Kanzel                                                    | Eichenholz, 18. Jahrhundert | Saint-Aventin, in der Kapelle St-Aventin (Lage) | PM10004382    | Inscrit      | 1981  |      |
| Skulptur eines heiligen Bischofs                          | Holz, einfarbig gefasst und vergoldet, Anfang des 16. Jahrhunderts; aus der Kapelle St-Aventin                                    | in der Kirche St-Pierre (Lage)                  | PM10004384    | Inscrit      | 1981  |      |
| Pietà (2)                                                 | Kalkstein, einfarbig gefasst, zweite Hälfte des 16. Jahrhunderts                                                                  | Saint-Aventin, in der Kapelle St-Aventin (Lage) | PM10002818    | Classé       | 1908  |      |
| Skulptur Johannes von Patmos schreibt die Offenbarung auf | Kalkstein, 16. Jahrhundert | in der Kirche St-Pierre (Lage)                  | PM10002813    | Inscrit      | 1983  |      |
| Gemälde Wundersamer Fischzug                              | Ölfarbe auf Leinwand, 17. Jahrhundert                                                                                             | in der Kirche St-Pierre (Lage)                  | PM10004388    | Inscrit      | 1984  |      |
| Nikolausaltar                                             | Retabel; Kalkstein, 17. Jahrhundert; zugehörig PM10004424                                                                         | in der Kirche St-Pierre (Lage)                  | PM10004390    | Inscrit      | 1985  |      |
| Gemälde Heiliger Nikolaus                                 | Ölfarbe auf Kalkstein, bezeichnet 1808                                                                                            | in der Kirche St-Pierre (Lage)                  | PM10004424    | Inscrit      | 1985  |      |
| Skulptur Christus in der Rast                             | Kalkstein, einfarbig gefasst, 16. Jahrhundert                                                                                     | in der Kirche St-Pierre (Lage)                  | PM10002803    | Classé       | 1908  |      |
| Gemälde Jesus segnet die Kinder                           | Ölfarbe auf Leinwand, 1848 von Claude Thévenin                                                                                    | in der Kirche St-Pierre (Lage)                  | PM10002814    | Classé       | 1983  |      |
| Kanzel                                                    | Eichenholz, 18. Jahrhundert | in der Kirche St-Pierre (Lage)                  | PM10002811    | Classé       | 1983  |      |
| Skulptur Heiliger Aventinus (1)                           | Holz, farbig gefasst, 16. Jahrhundert                                                                                             | Saint-Aventin, in der Kapelle St-Aventin (Lage) | PM10002824    | Classé       | 1966  |      |
| Gemälde Schutzengel                                       | Ölfarbe auf Leinwand, 1848 von Claude Thévenin                                                                                    | in der Kirche St-Pierre (Lage)                  | PM10002815    | Classé       | 1983  |      |
| Hauptaltar                                                | Altartisch und Tabernakel; Eichenholz, farbig gefasst und vergoldet, 17. und 18. Jahrhundert; zugehörig PM10003413 und PM10003415 | in der Kirche St-Pierre (Lage)                  | PM10002816    | Classé       | 1984  |      |
| Drei Skulpturen: Christus, Petrus und Paulus              | Holz, vergoldet, um 1625 | in der Kirche St-Pierre (Lage)                  | PM10003413    | Classé       | 1984  |      |
| Zwei Gemälde: Kreuzabnahmen und Auferstehung              | Ölfarbe auf Holz, um 1625 | in der Kirche St-Pierre (Lage)                  | PM10003415    | Classé       | 1984  |      |
| Prozessionsstab Heiliger Nikolaus                         | Holz und Gips, farbig gefasst und vergoldet, 18. Jahrhundert                                                                      | Saint-Aventin, in der Kapelle St-Aventin (Lage) | PM10004383    | Inscrit      | 1981  |      |
| Zwei Kredenzen                                            | Eichenholz, Marmor, 18. Jahrhundert                                                                                               | in der Kirche St-Pierre (Lage)                  | PM10004389    | Inscrit      | 1984  |      |
| Skulptur Heilige Katharina                                | Kalkstein, einfarbig gefasst, 16. Jahrhundert                                                                                     | in der Kirche St-Pierre (Lage)                  | PM10002807    | Classé       | 1913  |      |
| Weihwasserbecken                                          | Marmor, Kalkstein, 16. und 18. Jahrhundert                                                                                        | in der Kirche St-Pierre (Lage)                  | PM10002809    | Classé       | 1913  |      |
| Skulptur Heiliger Aventinus (2)                           | Kalkstein, einfarbig gefasst und vergoldet, 13. Jahrhundert                                                                       | Saint-Aventin, in der Kapelle St-Aventin (Lage) | PM10002819    | Classé       | 1909  |      |
| Skulptur Heiliger Martin                                  | Kalkstein, farbig gefasst, 16. Jahrhundert                                                                                        | in der Kirche St-Pierre (Lage)                  | PM10004386    | Inscrit      | 1984  |      |
| Skulptur Heiliger Maurus                                  | Kalkstein, einfarbig gefasst, 16. Jahrhundert                                                                                     | in der Kirche St-Pierre (Lage)                  | PM10004387    | Inscrit      | 1984  |      |
| Skulptur Heiliger Sebastian                               | Kalkstein, einfarbig gefasst und vergoldet, 16. Jahrhundert                                                                       | in der Kirche St-Pierre (Lage)                  | PM10003416    | Classé       | 1909  |      |
| Aventinusreliquiar                                        | Kupfer, vergoldet, 16. Jahrhundert; Verbleib unbekannt                                                                            | Saint-Aventin, in der Kapelle St-Aventin (Lage) | PM10002817    | Classé       | 1894  |      |
| Kirchenfenster                                            | bezeichnet 1557 | Saint-Aventin, in der Kapelle St-Aventin (Lage) | PM10002821    | Classé       | 1909  |      |
| Piscina (2)                                               | Kalkstein, 16. Jahrhundert | in der Kirche St-Pierre (Lage)                  | PM10002810    | Classé       | 1937  |      |
| Skulptur Madonna mit Kind (1)                             | Kalkstein, einfarbig gefasst, 16. Jahrhundert                                                                                     | in der Kirche St-Pierre (Lage)                  | PM10002802    | Classé       | 1908  |      |
| Skulptur Petrus                                           | Kalkstein, einfarbig gefasst, Ende des 16. Jahrhunderts                                                                           | in der Kirche St-Pierre (Lage)                  | PM10003411    | Classé       | 1913  |      |
| Grabstein für Pierre Le Clerget und Edmée de Mauroy       | Marmor, bezeichnet 1614 | in der Kirche St-Pierre (Lage)                  | PM10004385    | Inscrit      | 1981  |      |
| Tympanon Marienkrönung                                    | Kalkstein, farbig gefasst, Anfang des 16. Jahrhunderts; Nicolas Halins zugeschrieben                                              | außen an der Kirche St-Pierre (Lage)            | PM10002801    | Classé       | 1937  |      |
| Pietà (3)                                                 | Kalkstein, einfarbig gefasst, 16. Jahrhundert                                                                                     | in der Kirche St-Pierre (Lage)                  | PM10002805    | Classé       | 1913  |      |
| Skulptur Heilige Syra                                     | Kalkstein, einfarbig gefasst, Ende des 16. Jahrhunderts                                                                           | in der Kirche St-Pierre (Lage)                  | PM10002808    | Classé       | 1913  |      |
| Zwei Leuchter                                             | Kupfer, erste Hälfte des 17. Jahrhunderts; Verbleib unbekannt                                                                     | Saint-Aventin, in der Kapelle St-Aventin (Lage) | PM10002823    | Classé       | 1913  |      |
| Kirchenfenster                                            | aus dem 16. Jahrhundert | in der Kirche St-Pierre (Lage)                  | PM10002800    | Classé       | 1937  |      |
| Skulptur Heiliger Aventinus (3)                           | Kalkstein, 16. Jahrhundert | in der Kirche St-Pierre (Lage)                  | PM10002812    | Classé       | 1983  |      |
| Skulptur Madonna mit Kind (2)                             | Kalkstein, einfarbig gefasst und vergoldet, erste Hälfte des 16. Jahrhunderts                                                     | Saint-Aventin, in der Kapelle St-Aventin (Lage) | PM10002822    | Classé       | 1913  |      |
| Skulptur Kreuztragender Engel                             | Kalkstein, farbig gefasst, erste Hälfte des 16. Jahrhunderts                                                                      | in der Kirche St-Pierre (Lage)                  | PM10002806    | Classé       | 1913  |      |
| Skulptur Madonna mit Kind (3)                             | Kalkstein, einfarbig gefasst und vergoldet, erste Hälfte des 16. Jahrhunderts                                                     | Saint-Aventin, in der Kapelle St-Aventin (Lage) | PM10002820    | Classé       | 1909  |      |